# Hamptworth
Hamptworth – wieś w Anglii, w hrabstwie Wiltshire. Leży 16 km na południowy wschód od miasta Salisbury i 122 km na południowy zachód od Londynu.